# M. M. Sharif
Mian Mohammad Sharif (Urdu: مياں محمد شريف; geb. 1893 in Lahore, Britisch-Indien; gest. 1965 in Islamabad, Pakistan), bekannt als M. M. Sharif, war ein einflussreicher Philosoph, Hochschullehrer und eine Persönlichkeit des Islams in Pakistan.

## Leben und Wirken
M. M. Sharif wurde 1893 in Lahore geboren. Er studierte am Muhammadan Anglo-Oriental College (M.A.O. College) und an der University of Allahabad Philosophie und setzte seine Studien in England bei G. E. Moore und auch Bertrand Russell fort, wo er an der Universität Cambridge promovierte. Nach seiner Rückkehr aus England nahm er kurzzeitig an der religiös-politischen Pakistan-Bewegung (Pakistan Movement) teil.
Er zeichnete sich für seine bemerkenswerte Arbeit in der analytischen Philosophie und als Pionier der Idee einer muslimischen Philosophie aus. Er ist der Herausgeber einer bekannten Geschichte der muslimischen Philosophie (A History of Muslim philosophy. With short accounts of other disciplines and the modern renaissance in Muslim lands), einer ersten umfassenden Studie zum muslimischen Denken, der muslimischen Philosophie vom ersten Jahrhundert des Islams bis in die Gegenwart, an der zahlreiche renommierte Fachgelehrte und Persönlichkeiten des Islams in Pakistan mitgewirkt haben. Sharif zufolge drückt sich die muslimische Philosophie in drei Formen aus: Dogmatismus (entweder rationalistisch oder traditionalistisch); Sufismus (tasawwuf); Rationalismus.
Er war politisch aktiv in der Muslimliga und plädierte für die Gründung eines separaten Staates, d. h. Pakistans, im britischen Indien. Er blieb ein wichtiges Mitglied des Islamic Ideology Council. Er ist Gründungsmitglied des Pakistan Philosophical Congress und war dessen Präsident von der Gründung 1954 bis zu seinem Tod 1965. Von 1959 bis 1965 war er Direktor des von der pakistanischen Regierung finanzierten Institute  of  Islamic  Culture (IIC). Er war Professor an der University of the Punjab und lehrte am Islamia College in Lahore bis zum Ende seines Lebens.

## Publikationen
- M. M. Sharif (Hrsg.): A History of Muslim Philosophy (Geschichte der muslimischen Philosophie). Wiesbaden: Harrassowitz 1963, 1966 – Online abrufbar: Band I (1963), Band II (1966).
- Collected papers. Lahore: Institute of Islamic Culture (mehrere Bände)
- Muslim thought: its origin andachievements (first published in 1951 in Lahore, Pakistan) (Online)